# Napomyza clematidis
Napomyza clematidis är en tvåvingeart som beskrevs av Johann Heinrich Kaltenbach 1859. Napomyza clematidis ingår i släktet Napomyza och familjen minerarflugor.
Artens utbredningsområde är Tyskland. Inga underarter finns listade i Catalogue of Life.